# Zuzana Roithová
Zuzana Roithová, née le 30 janvier 1953 à Prague, est une femme politique tchèque.

## Biographie
Elle est ministre tchèque de la Santé de janvier à juillet 1998, sénatrice de 1998 à 2004 et députée européenne de 2004 à 2014.
Lors de l'élection présidentielle tchèque de 2013, elle est l'une des trois femmes à se présenter, avec Táňa Fischerová et Jana Bobošíková. Soutenue par l'Union chrétienne démocrate - Parti populaire tchécoslovaque (KDU-ČSL), elle recueille au premier tour 4,95 % des voix, arrivant en sixième position.